# Oslnovice
Oslnovice är en ort i Tjeckien.   Den ligger i regionen Södra Mähren, i den sydöstra delen av landet, 160 km sydost om huvudstaden Prag. Oslnovice ligger 439 meter över havet och antalet invånare är 108.
Terrängen runt Oslnovice är platt.Runt Oslnovice är det ganska glesbefolkat, med 42 invånare per kvadratkilometer. Närmaste större samhälle är Moravské Budějovice, 16,0 km nordost om Oslnovice. Trakten runt Oslnovice består till största delen av jordbruksmark.